# Strother Martin
Strother Martin (* 26. März 1919 in Kokomo, Indiana, USA; † 1. August 1980 in Thousand Oaks, Kalifornien), auch bekannt als Strother Douglas Martin Jr., war ein US-amerikanischer Schauspieler.

## Leben
Martin wuchs in Indiana und Texas auf. Als Wasserspringer gewann er die Juniorenmeisterschaften der Vereinigten Staaten. Im Zweiten Weltkrieg war er Schwimm- und Tauchtrainer bei der US Navy. 1948 verpasste er nur knapp die Qualifikation zur Teilnahme an den Olympischen Spielen.
Anfang der 1950er Jahre ging er nach Hollywood, zunächst als Schwimmtrainer. Über Kleinstrollen kam er in Kontakt zur Schauspielerei, die er zunächst in kleinen Sprechrollen ausübte; später wurde er – häufig durch Sam Peckinpah – auch in großen Schurkenrollen besetzt, für die ihn sein Aussehen und seine Stimme prädestinierten. In den 1960er und 1970er Jahren gehörte er zu den meistbeschäftigten Schauspielern in Hollywood. Unter anderem war er 1967 in dem Film Der Unbeugsame (englisch: Cool Hand Luke) zu sehen, in dem er den später vom American Film Institute in die Liste der besten Zitate aus US-Filmen aufgenommenen Satz „What we've got here is failure to communicate“ aussprach.
Martin starb 1980 an einem Herzinfarkt. Er war seit 1966 bis zu seinem Tod mit Helen Meisels verheiratet.

## Auszeichnungen
- 1974: Nominierung für den Golden Globe Award als bester Nebendarsteller im Fernsehen für seine Rolle in der Fernsehserie Hawkins.

## Filmografie (Auswahl)

### Filme
- 1950: Im Solde des Satans (The Damned Don’t Cry!)
- 1950: Asphalt-Dschungel (The Asphalt Jungle)
- 1951: Die rote Tapferkeitsmedaille (The Red Badge of Courage) (Stimme)
- 1952: Sturm über Tibet (Storm Over Tibet)
- 1952: Androkles und der Löwe (Androcles and the Lion)
- 1953: Flucht aus Shanghai (South Sea Woman)
- 1954: Menschenraub in Singapur (World for Ransom)
- 1954: Ein neuer Stern am Himmel (A Star Is Born)
- 1954: Der einsame Adler (Drum Beat)
- 1954: Der silberne Kelch (The Silver Chalice)
- 1955: In geheimer Kommandosache (Strategic Air Command)
- 1955: Rattennest (Kiss Me Deadly)
- 1955: Hollywood-Story (The Big Knife)
- 1955: Sperrfeuer auf Quadrat 7 (Target Zero)
- 1956: Planet des Grauens (World Without End)
- 1956: Ardennen 1944 (Attack)
- 1956: Die Schwarze Peitsche (The Black Whip)
- 1957: Der Einäugige (Black Patch)
- 1958: Cowboy
- 1959: Der unheimliche Zotti (The Shaggy Dog)
- 1959: Morgen bist du dran (The Wild and the Innocent)
- 1959: Der letzte Befehl (The Horse Soldiers)
- 1961: Geständnis einer Sünderin (Sanctuary)
- 1961: Gefährten des Todes (The Deadly Companions)
- 1962: Der Mann, der Liberty Valance erschoß (The Man Who Shot Liberty Valance)
- 1963: Der eiserne Kragen (Showdown)
- 1963: MacLintock (McLintock!)
- 1964: Treffpunkt für zwei Pistolen (Invitation to a Gunfighter)
- 1965: Das teuflische Spiel (Brainstorm)
- 1965: Der Mann vom großen Fluß (Shenandoah)
- 1965: Die vier Söhne der Katie Elder (The Sons of Katie Elder)
- 1966: Ein Fall für Harper (Harper)
- 1966: Nevada Smith
- 1967: Der tolle Mr. Flim-Flam (The Flim-Flam Man)
- 1967: Der Unbeugsame (Cool Hand Luke)
- 1969: The Wild Bunch – Sie kannten kein Gesetz (The Wild Bunch)
- 1969: Der Marshal (True Grit)
- 1969: Zwei Banditen (Butch Cassidy and the Sundance Kid)
- 1970: Abgerechnet wird zum Schluss (The Ballad of Cable Hogue)
- 1971: Die Gnadenlosen (Fools’ Parade)
- 1971: Stadt des Grauens (The Brotherhood of Satan)
- 1971: In einem Sattel mit dem Tod (Hannie Caulder)
- 1972: Zwei Haudegen auf Achse (Pocket Money)
- 1973: Sssnake Kobra (Sssssss)
- 1975: Ein stahlharter Mann (Hard Times)
- 1975: Mit Dynamit und frommen Sprüchen (Rooster Cogburn)
- 1977: Schlappschuss (Slap Shot)
- 1978: Nobody is Perfect (The End)
- 1978: Cowboy mit 300 PS (Steel Cowboy) (Fernsehfilm)
- 1978: Viel Rauch um nichts (Up in Smoke)
- 1979: Ein Mann räumt auf (Love and Bullets)
- 1979: Der Champ (The Champ)
- 1979: Schwingen der Angst (Nightwing)
- 1979: Kaktus Jack (The Villain)
- 1980: Das Geheimnis des Nikola Tesla (The Secret of Nikola Tesla)
- 1980: Hotwire

### Fernsehserien
- 1951: Stars Over Hollywood (Folge 1x28)
- 1953–1956: Schlitz Playhouse of Stars (3 Folgen)
- 1956–1957: Lassie (3 Folgen)
- 1956–1974: Rauchende Colts (Gunsmoke, 11 Folgen)
- 1957: Abenteuer im wilden Westen (Dick Powell’s Zane Grey Theater, Folge 1x20)
- 1957–1962: Have Gun – Will Travel (4 Folgen)
- 1959: Der Texaner (The Texan, Folge 1x30)
- 1959: The Rebel (Folge 1x01)
- 1959: Lawman (Folge 2x02)
- 1959–1960: Hotel de Paree (29 Folgen)
- 1959/1965: Tausend Meilen Staub (Rawhide, 2 Folgen)
- 1961: Twilight Zone (The Twilight Zone, Folge 3x07 Pinto’s Grab)
- 1961–1965: Perry Mason (4 Folgen)
- 1963: 77 Sunset Strip (Folge 5x16)
- 1963: The Dakotas (Folge 1x11)
- 1964: Auf der Flucht (The Fugitive, Folge 2x14)
- 1964–1967: Im Wilden Westen (Death Valley Days, 4 Folgen)
- 1964–1972: Bonanza (5 Folgen)
- 1965: The Dick Van Dyke Show (Folge 4x29)
- 1965/1970: Die Leute von der Shiloh Ranch (The Virginian, 2 Folgen)
- 1966: Verschollen zwischen fremden Welten (Lost in Space, Folge 2x01)
- 1966/1967: Big Valley (The Big Valley, 2 Folgen)
- 1967: Gilligans Insel (Gilligan’s Island, Folge 3x16)
- 1967: Invasion von der Wega (The Invaders, Folge 1x14)
- 1967: Tarzan (2 Folgen)
- 1967/1968: Die Spur des Jim Sonnett (The Guns of Will Sonnett, 2 Folgen)
- 1968: Mein Freund Ben (Gentle Ben, Folge 1x17)
- 1968: Wettlauf mit dem Tod (Run for Your Life, Folge 3x17)
- 1968: Ihr Auftritt, Al Mundy (It Takes a Thief, Folge 1x10)
- 1969: The Name of the Game (Folge 2x06)
- 1969: Daniel Boone (Folge 6x11)
- 1970: Dr. med. Marcus Welby (Marcus Welby, M.D., Folge 1x20 Unstillbarer Hunger)
- 1973–1974: Hawkins (5 Folgen)
- 1974: California Cops – Neu im Einsatz (The Rookies, Folge 2x18)
- 1975: Petrocelli (Folge 1x20)
- 1975: Abenteuer der Landstraße (Movin' On, Folge 2x10)
- 1975–1977: Baretta (3 Folgen)
- 1977: Detektiv Rockford – Anruf genügt (The Rockford Files, 2 Folgen)
- 1978: Vegas (Vega$, Folge 1x05)